# 蒙泰保内
蒙泰保内（義大利語：Montepaone），是意大利卡坦扎罗省的一个市镇。总面积16.9平方公里，人口 5,390 (2018年)，人口密度320人/平方公里（2018年）。ISTAT代码为079081。